# 滋賀県立守山養護学校
滋賀県立守山養護学校（しがけんりつ もりやまようごがっこう）は、滋賀県守山市に所在する病弱特別支援学校。滋賀県立総合病院こども棟に入院中の義務教育段階の児童・生徒を対象としている。大津赤十字病院に大津分教室を設置している。

## 概要
原則として、2週間以上の入院が見込まれる場合に対象となり、医師の診断書に基づき在籍校から本校へ転入する。退院後は、前籍校への復学を基本としている。

## 所在地
- 本校：〒524ｰ0022 滋賀県守山市守山五丁目6-20
- 大津分教室：〒520-0046 滋賀県大津市長等一丁目1番35号

## 本校へのアクセス
JR琵琶湖線守山駅より下車後、近江バス小浜行きまたは江若バス堅田駅行きに乗車し、「小児保健医療センター前」バス停で下車。徒歩100m。